# Trip -innocent of D-
「Trip -innocent of D-」（トリップ・イノセント・オブ・ディー）は、Larval Stage Planningの楽曲。同グループメジャー2作目のシングルとして2012年1月25日にLantisから発売された。

## 概要
前作「君+謎+私でJUMP!!」の発売から約6ヶ月ぶりとなるシングルで、今回は前作のようにDVDが付属された初回限定盤と通常盤との2種類での販売はせず、CDのみの販売形式が採用された。

表題曲「Trip -innocent of D-」は、テレビアニメ『ハイスクールD×D』のオープニングテーマとして制作された楽曲で、I'veのサウンドクリエイターであるC.G mixが作曲を手掛け、作詞はカップリング曲と共にLarval Stage Planningのリーダーである桐島愛里が行っている。なお、CDジャーナルはこの楽曲について、「エネルギッシュなギターが熱いロック・チューンで、ハイブリッドなメロディとアレンジに愛らしいハーモニーがぴったりハマる正統派ガールズ・アニソンだ。」と評した。

カップリング曲「Chapter.5」はダンス・ナンバーとなっており、主に美少女ゲームの主題歌やBGMで活躍する新井健史がアレンジで参加している。

## 収録曲
1. Trip -innocent of D- [4:16]
作詞：桐島愛里、作曲：C.G mix、編曲：C.G mix・尾崎武士
  - テレビアニメ『ハイスクールD×D』オープニングテーマ
2. Chapter.5 [4:35]
作詞：桐島愛里、作曲：高瀬一矢、編曲：新井健史
3. Trip -innocent of D-（off vocal）
4. Chapter.5（off vocal）